# Фатеевка (Курская область)
Фатеевка — село в Дмитриевском районе Курской области. Входит в состав Почепского сельсовета.

## История
Первое упоминание села Фатеевка датировано 1672 годом. Населённый пункт также известен как Фотеевка или Хотеевка. В 1694 году часовня Рождества Христова была заменена храмом, однако он не сохранился.
Село входило в состав Чемлыжского стана Комарицкой волости.
До 1770-х годов Фатеевка входила в Севский уезд.
После медиатизации Курляндии имение было пожаловано Биронам. В селе было основано поместье Луизино, которым владела графиня Луиза Карловна Бирон. Затем имением владел её сын — граф Иосиф Виельгорский — адъютанта и камер-пажа цесаревича Александра Николаевича.
В 1822—1823 году в селе русскими крепостными оркестрами были даны концерты симфоний Бетховена.
К 1877 году село входило состав Дмитриевского уезда и являлось центром Фатеевской волости.
С 1928 по 1930 год Фатеевка входила в Дмитриевский район Льговского округа Центрально-Чернозёмной области.
6 октября 1941 года истребительный батальон Дмитриевского района взорвал мост в районе села Фатеевка для задержки немецких танков. Во время оккупации села нацистами у жителей было отнято 50 коров и 100 овец. Село было освобождено 26 февраля 1943 года.
В 1943 году в селе Фатеевка в братской могиле были захоронены погибшие советские солдаты. В 1952 году в могиле перезахоронили останки погибших из посёлков Томилинский, Луговой, сел Белитино, Жиденовка, Дворики и Ясная Поляна. В 1968 году над братской могилой была установлена скульптура В. Г. Матвеева «Воин с обнажённой головой», высотой 2,4 метра. Всего в могиле захоронено 52 идентифицированных красноармейца. В советской время над могилой шефствовала Фатеевская восьмилетняя школа.
В 2016 году село было газифицировано.

## Инфраструктура
В селе функционирует общеобразовательная школа. В период 2001—2010 гг. была проведена реконструкция детского сада под школу. В 2019 году в селе запланировано построить фельдшерский-акушерский пункт.

## Население
| 1862 | 1877  | 1897  | 1979 | 2002 | 2010 |
| ---- | ----- | ----- | ---- | ---- | ---- |
| 1232 | ↘1196 | ↗1248 | ↘249 | ↘241 | ↘186 |

## Персоналии
- Залозный, Николай Егорович (1928—2000) — Герой Социалистического Труда (1958). Родился в Фатеевке.
- Шнырев, Даниил Семёнович (1859 — после 1931) — эсер, делегат Всероссийского Учредительного собрания. Родился в Фатеевке.